# 山梨県立塩山高等学校
山梨県立塩山高等学校（やまなしけんりつえんざんこうとうがっこう）は山梨県甲州市にある県立高等学校。通称「塩高（えんこう）」。普通高校改編前は塩山商業高等学校（通称「塩商（えんしょう）」）だった。

## 設置学科
- 普通科
  - 英数コース
- 商業科
- 情報ビジネス科

### かつて設置されていた学科
- 国際経済科

## 概要
商業高校として設立された。設立当初は定時制普通科も併設されていた。定時制廃止後は1988年の山梨県立学校設置条例改正に伴う総合制高校への改組まで商業高校であった。

## 沿革
- 1956年4月15日 - 山梨県立塩山高等学校として開校（塩山市上於曽1308）。
- 1963年4月1日- 山梨県立塩山商業高等学校と改称。
- 1974年3月31日 - 定時制課程の廃止。
- 1976年8月 - 野球部が第58回全国高等学校野球選手権大会に出場。
- 1989年4月1日 - 山梨県立塩山高等学校と改称。総合制高校に改編。
- 1990年8月30日 - 現校地（塩山市三日市場440-1）に移転。
- 1997年4月1日 - 英数コースを設置。
- 2006年9月27日 - 創立50周年記念式典。

## 部活動
体育局
- 相撲部
- ハンドボール部
- ソフトボール部
- 柔道部
- 水泳部
- 陸上競技部
- 弓道部
- 剣道部
- 野球部
- バドミントン部
- 卓球部
- テニス部
- ソフトテニス部

文化局
- 商業研究部
- 資格取得.ワープロ・簿記等部
- 美術・イラスト部
- 放送部
- 書道
- 写真部
- 語学部
- 吹奏楽-コーラス部

## 出身者
- 鶴田泰（元プロ野球選手）

## 著名な教職員・関係者
- 初鹿勇（硬式野球部元監督）

## 交通
- 東日本旅客鉄道中央本線：塩山駅より市営バス7分